# لي تومسون (لاعب كرة قاعدة)
لي تومسون (بالإنجليزية: Lee Thompson)‏ هو لاعب كرة قاعدة أمريكي، ولد في 26 فبراير 1898 في سميثفيلد في الولايات المتحدة، وتوفي في 17 فبراير 1963 في سانتا باربارا في الولايات المتحدة.

## وصلات خارجية
- لي تومسون على موقعبيزبول رفرنس.كوم (الدوري الرئيسي) (الإنجليزية)